# کارکس فیرما
کارکس فیرما (نام علمی: Carex firma) نام یک گونه از سرده جگن است.